# Panaria-Fiordo/2001
Deze pagina geeft een overzicht van de Panaria-Fiordo-wielerploeg in 2001.

## Algemene gegevens
Sponsors: Panaria, Fiordo
Algemeen manager: Roberto Reverberi
Ploegleider: Bruno Reverberi, Renato Brugaglia
Fietsmerk: Battaglin

## Renners
| Naam                 | Geboortedatum | Nationaliteit | Ploeg 2000            |
| -------------------- | ------------- | ------------- | --------------------- |
| Paolo Bertoglio      | 03-08-1978    | Italië        |                       |
| Michele Coppolillo   | 17-07-1967    | Italië        | Mercatone Uno-Albacom |
| Enrico Degano        | 11-03-1976    | Italië        |                       |
| Volodymyr Doema      | 02-03-1972    | Oekraïne      |                       |
| Giuliano Figueras    | 24-01-1976    | Italië        | Mapei-QuickStep       |
| Stefano Guerrini     | 31-03-1978    | Italië        |                       |
| Tom Leaper           | 07-11-1975    | Australië     |                       |
| Serhij Matvjejev     | 29-01-1975    | Oekraïne      |                       |
| Nathan O'Neill       | 23-11-1974    | Australië     |                       |
| Cristiano Parrinello | 28-05-1978    | Italië        | Neo                   |
| Julio Alberto Pérez  | 30-07-1977    | Mexico        |                       |
| Filippo Perfetto     | 26-01-1976    | Italië        | Neo                   |
| Domenico Romano      | 29-09-1975    | Italië        |                       |
| Jawhen Senjoesjkin   | 18-04-1977    | Wit-Rusland   |                       |
| Antonio Varriale     | 01-03-1974    | Italië        |                       |

## Belangrijke overwinningen
| Ronde van Langkawi 2e etappe: Enrico Degano 5e etappe: Enrico Degano 10e etappe: Nathan O'Neill Ronde van Italië 13 e etappe: Julio Alberto Pérez Ronde van Veneto Winnaar: Giuliano Figueras Florence-Pistoia Winnaar: Nathan O'Neill |

2000 · 2001 · 2002 · 2003 · 2004 · 2005 · 2006 · 2007 · 2008 · 2009 · 2010 · 2011 · 2012 · 2013 · 2014 · 2015 · 2016 · 2017 · 2018 · 2019 · 2020 · 2021 · 2022 · 2023 · 2024 · 2025